# Turner Broadcasting System
A Turner Broadcasting System, Inc. (rövidítve TBS, TBS, Inc. vagy Turner) egy médiacég, amelyet Robert Edward „Ted” Turner alapított 1970-ben. A cég tulajdonában van a CNN, a HLN, a TBS, a TNT, a Cartoon Network, az Adult Swim, a Boomerang, a truTV, a Turner Classic Movies és még sok más televízióadó. 1996-ban a Turner Broadcasting System és a Time Warner egyesült. 2008 októberében Magyarországon a Turner irodát nyitott.

## Története

A cég korábbi logója, 2015. november 1-jéig.

A cég 1970-ben Turner Communications Group-nak alakult meg, majd 1979-ben átnevezték Turner Broadcasting System-re. 1980-ban volt először látható a CNN, mellyel a társaság hatalmas sikert ért el. 1984-ben a Turner elindította a Cable Music Channel-t, az MTV riválisát, ám a csatorna nem sokkal később megszűnt. 1988-ban sugárzott először a TNT, a vállalat egyik klasszikus filmcsatornája. 1991-ben a cég felvásárolta a Hanna-Barbera-t, majd 1992-ben elindította a Cartoon Networköt. Egy évvel később a New Line Cinema-t és a Castle Rock Entertainment-et is megvette. 1996-ban a Turner „összeolvadt” a Time Warner-rel és ma már 200-nál több országban van jelen. 2006 májusában a vállalat a truTV (akkor Court TV) már 50%-át birtokolta, majd abban az évben megvette a Liberty Media-tól a maradék részesedést. Ted Turner szintén abban az évben távozott a Turner-tól.

## Csatornák
A magyarul is elérhetőek félkövérrel szedve.

### Hír
- CNN
- HLN

### Általános szórakoztató
- NBA TV
- TBS
- truTV
- WPCH

### Film
- TCM
- TNT

### Animáció
- Adult Swim
- Boing
- Boomerang
- Cartoon Network
- Cartoon Network Too
- Cartoonito